# Ctenocompa zascia
Ctenocompa zascia är en fjärilsart som beskrevs av Edward Meyrick 1920. Ctenocompa zascia ingår i släktet Ctenocompa och familjen säckspinnare. Inga underarter finns listade i Catalogue of Life.